# Puy
Cet article concerne des entités géographiques. Pour les sociétés littéraires pieuses du Moyen Âge, voir Puy (société).
PUY est également le code AITA de l'aéroport de Pula.
Pour l’article ayant un titre homophone, voir Puits.

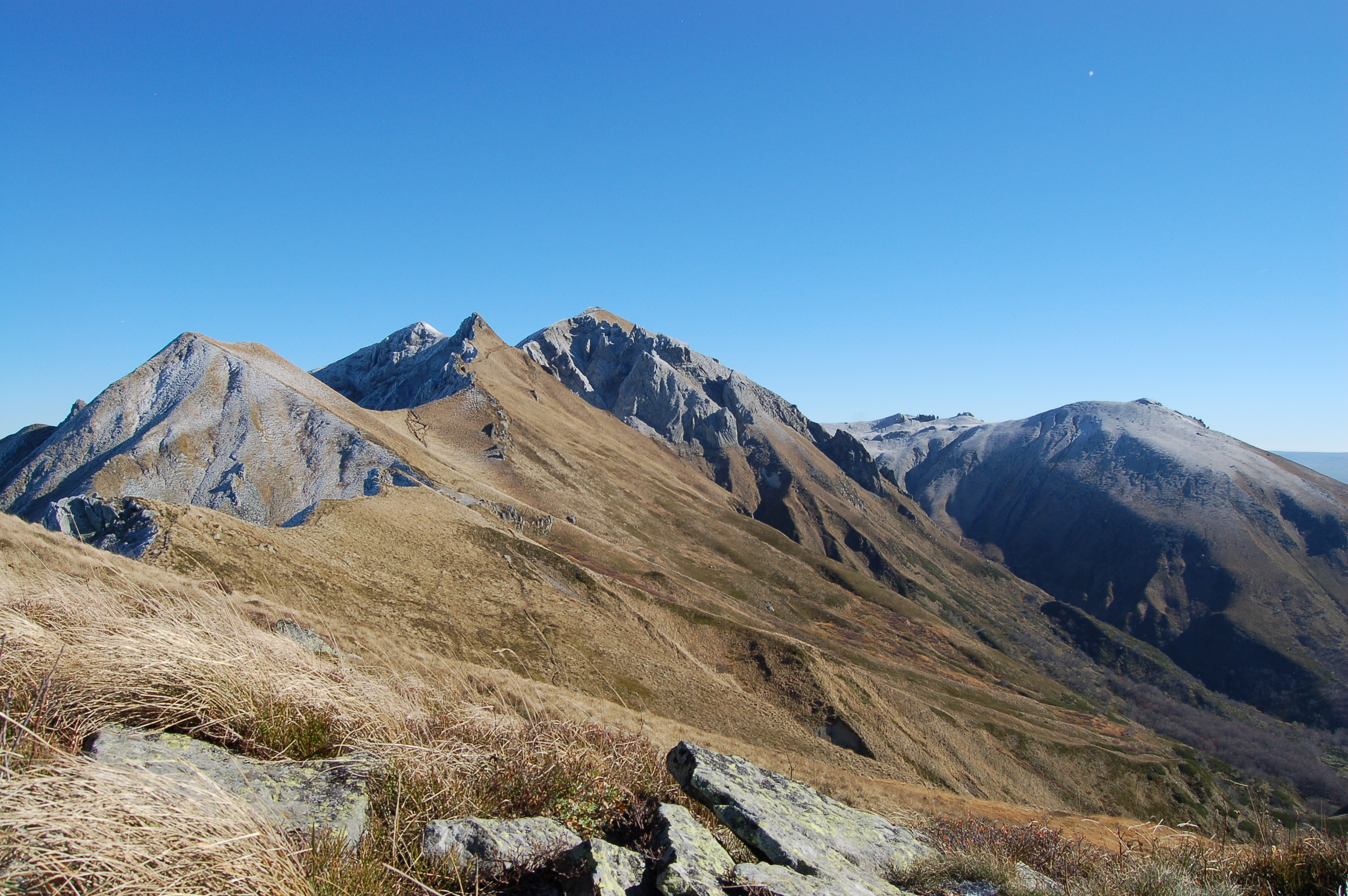
Puy de Sancy.

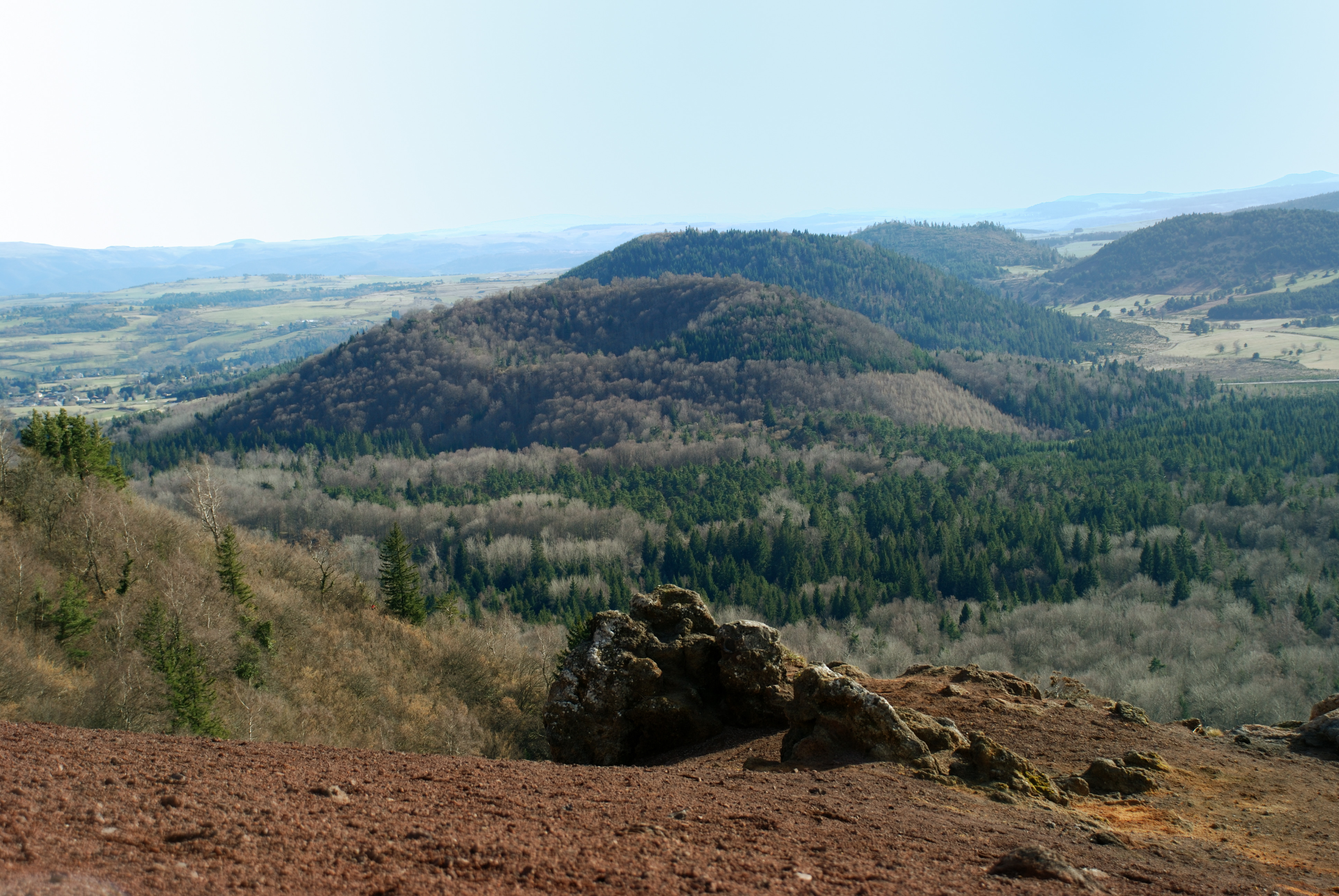
Puy de Vichatel.

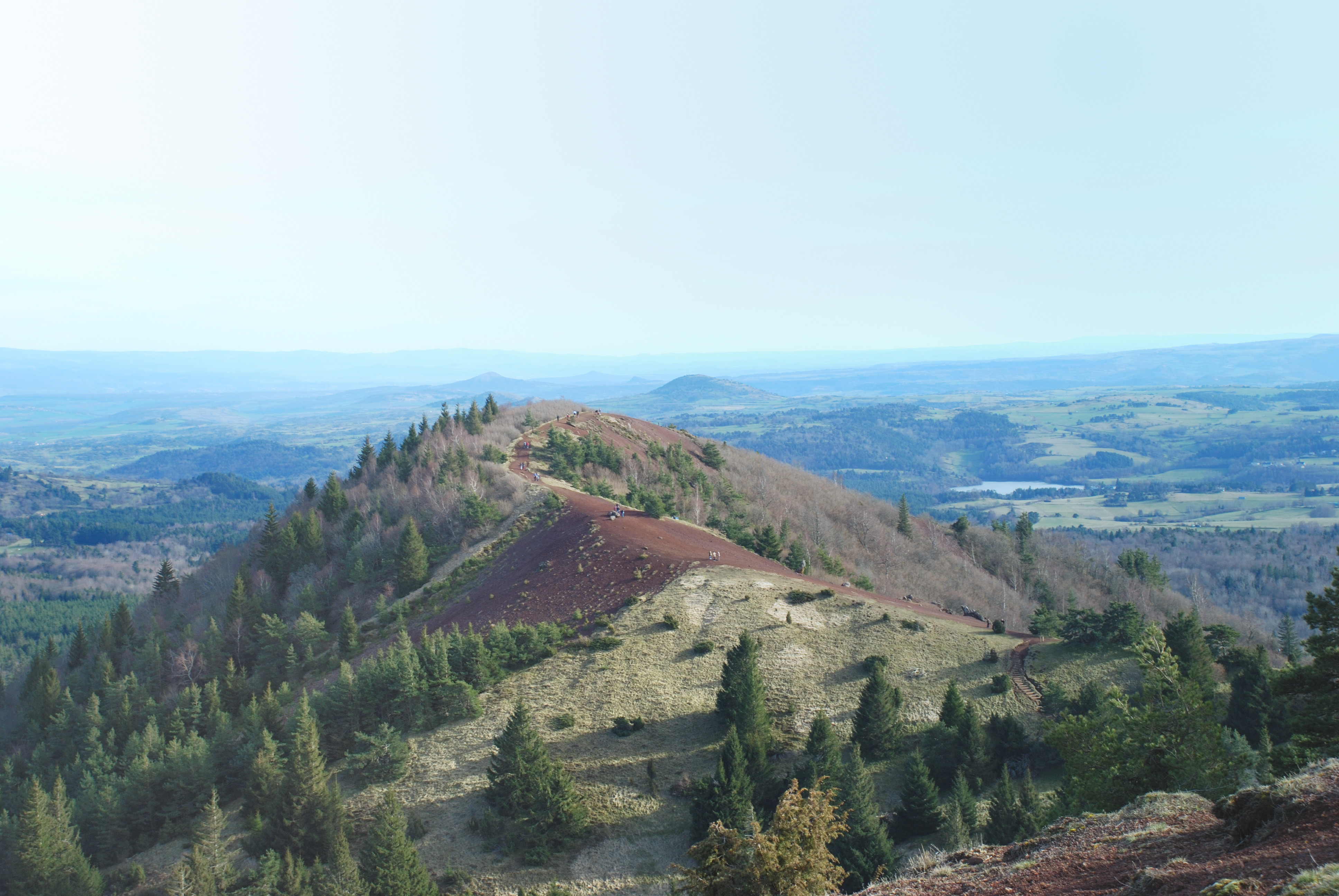
Puy de la Vache.

Le terme puy (prononcé [pɥi]) est notamment un appellatif toponymique qui désigne, dans le sud de la France principalement, un lieu élevé, un sommet montagneux, et par extension un village perché.

## Étymologie et termes parents
Il s'agit en général de la forme francisée des mots franco-provençaux ou nord-occitan (vivaro-alpin), correspondants des mots occitans pue[ch], pech, puch « lieu élevé, hauteur au sommet plus ou moins arrondi ». L'ancien français avait en effet puy, pui « colline, hauteur », mot conservé et en partie remotivé par la popularité des massifs montagneux du Massif central. Ils remontent tous au gallo-roman podiu (bas latin podium) « petite éminence », issu lui-même du latin classique podium « mur très épais formant autour de l'arène de l'amphithéâtre une plate-forme dotée de sièges ». 
Le latin classique podium a été réemprunté à l'époque moderne par le français avec une acception plus proche de son sens originel en architecture (XVIe siècle) et dans la mode, le sport et le spectacle (XXe siècle).

## Toponymes et oronymes
Dans le Massif central, les puys sont des sommets d'origine volcanique, parfois réduits à des cheminées ou necks. Puys célèbres :
- le puy de Dôme, le puy de Sancy, le puy Pariou (Puy-de-Dôme) ;
- le puy Mary, le puy Griou (Cantal) ;

Autres sommets non volcaniques :
- le puy de Sarran, le puy Pendu (Corrèze) ;
- le puy Saint-Georges (Tarn) ;
- le puy de Gaudy (Creuse) ;
- le puy Saint-Ambroise (Allier) ;
- le puy Gris (Savoie) ;
- le puy de la Gagère (Drôme) ;
- le puy des Auberts (Hautes-Alpes) ;
- le puy des Agneaux (Hautes-Alpes) ;
- le puy Rivarol (Hautes-Alpes) ;
- le puy de la Chaumette (Hautes-Alpes) ;
- le puy des Baumes (Hautes-Alpes) ;
- le puy de Méollion (Hautes-Alpes) ;
- le puy des Pourroys (Hautes-Alpes) ;
- le puy de Manse (Hautes-Alpes) ;
- le puy de la Sèche (Hautes-Alpes) ;
- le puy du Pas Roubinous (Alpes-de-Haute-Provence) ;
- le puy de Rent (Alpes-de-Haute-Provence) ;
- le puy Bricon (Vaucluse) ;
- le puy de Tourrettes (Alpes-Maritimes).

Bâtiments :
- Château de Puy Haut, à Lussat (Creuse).

Podium a aussi donné différents toponymes occitans : poët (Le Poët, Le Poët-Laval, Le Poët-Sigillat…), puèi, puech, puèg, pioch ou puòg (Collet du Puèi, Le Puech, Pech-Montat, Puech de Montgrand, Pueg Gerjant), pié (Piégut, Piégut-Pluviers). En catalan, il a donné puig (Puigpedrós ou Puig de Campcardós, Puigmal, Puigcerdà, El Puig). Dans les Pyrénées, les descendants du latin podium présentent d'innombrables variantes toponymiques, comme Poey, Trespouey, Pouech et Trespouech. En corse, il a donné poghju (Poggio-di-Nazza, Poggio-d'Oletta, Poggio-di-Tallano, Poggio-di-Venaco, Poggio-Marinaccio, Poggio-Mezzana, Poggiolo, Santa-Maria-Poggio).
La forme occitane pech pourrait cependant dériver du *pic-/*pec- prélatin et non de podium.

## Patronymes
Les patronymes occitans Delpech, Delpuech, Dupé, Dupuits, gascon Dupouy, etc. signifient tous « du puy » et correspondent à Dumont dans la langue d'oïl. Les formes sans article Puech, Puig, Pouey, Pouet, Pey, Poy sont moins fréquentes. Parmi les diminutifs et dérivés figurent Puget, Pujol, Poujade, Puyol. Dupuy représente le plus souvent la francisation de ces patronymes occitans, mais Dupuis (variante Dupuit, Dupuits) signifie généralement « du puits ».
Quelques noms de villages composés de Puy- et d'un nom d'homme ont pu devenir noms de familles : Puybaraud, Puylaurent.